# Тит Свелий Марциан
Тит Свелий Марциан (на латински: Titus Suellius Marcianus, на гръцки: Σουέλλιος Μαρκιανός) е римски управител на провинция Тракия (legatus Augusti pro praetore Thraciae) по времето на август Комод и августа Криспина в периода 177 – 180 г. Произхожда от знатния римски род Свелии.
Участва в издаването на монетни емисии чрез градските управи на Филипопол (дн. Пловдив) и Хадрианопол (дн. Едирне). Името му е известно и от надпис от Никополис ад Иструм (дн. с. Никюп, по това време част от провинция Тракия).